# 千丁站
千丁站（日语：／ Senchō eki */?）是位於熊本縣八代市千丁町吉王丸，九州旅客鐵道（JR九州）的鹿兒島本線車站。

## 歷史
- 1926年（大正15年）6月1日 - 鐵道省開設此站。
- 1970年（昭和45年） - 成為無人車站[1]。
- 1987年（昭和62年）4月1日 - 伴隨國鐵分割民營化，車站由九州旅客鐵道（JR九州）營運。
- 2012年（平成24年）12月1日 - 此站可以使用IC卡「SUGOCA」[2]。
- 2015年（平成27年）3月14日  - 隨著時間表修正，各月台按上編號。

## 站名的由來
在車站啟用時，當時地名為八代郡千丁村。
千丁村是來自八代郡古閑出村、新牟田村、吉王丸村、大牟田村4村合併而成，該4村面積合共一千町步（約9.9平方公里），因此名為「千丁」。

## 車站構造
車站是一座地面車站，設有2面2線的相對式月台。各月台設有跨線橋連接。
車站是一座無人車站，設有售賣近距離車票的自動售票機。另外，在早上和下午時段會臨時設有車站職員當值。

### 月台
| 月台 | 路線        | 上下行 | 方向             |
| ---- | ----------- | ------ | ---------------- |
| 1    | ■鹿兒島本線 | 上行   | 熊本、大牟田方向 |
| 2    | ■鹿兒島本線 | 下行   | 八代方向         |

※ 2015年（平成27年）3月修正後新設月台編號

## 使用狀況
以下為1日平均乘車人次和上下車人次列表：
| 年度   | 1日平均 乘車人員 | 1日平均 上下車人次 |
| ------ | ---------------- | ------------------ |
| 2000年 | 402              | 823                |
| 2001年 | 378              | 765                |
| 2002年 | 399              | 810                |
| 2003年 | 390              | 804                |
| 2004年 | 298              | 617                |
| 2005年 | 270              | 551                |
| 2006年 | 272              | 545                |
| 2007年 | 285              | 566                |
| 2008年 | 286              | 567                |
| 2009年 | 270              | 538                |
| 2010年 | 270              | 539                |
| 2011年 | 267              | 533                |
| 2012年 | 256              | 504                |
| 2013年 | 263              | 516                |
| 2014年 | 256              | 502                |
| 2015年 | 270              | -                  |

## 車站周邊
車站西邊設有住宅與農田的混合區域，車站東邊設有大型燈心草田。在此站以南約1公里處設有連接九州新幹線的連接線。
- 熊本縣道245號共榮千丁停車場線（日语：熊本県道245号共栄千丁停車場線）
- 熊本縣道246號千丁停車場興善寺線（日语：熊本県道246号千丁停車場興善寺線）
- 八代市政廳千丁分所（前千丁町（日语：千丁町）公所）
- 千丁郵局

## 相鄰車站
九州旅客鐵道
■鹿兒島本線
■快速（只有上行班次）
通過
■區間快速、■普通
有佐－千丁－新八代

## 注腳
1. 1 2 3 4 5 6 7 8 9 10  . 週刊朝日百科. 33号 熊本駅・嘉例川駅・大畑駅ほか. 朝日新聞出版. 2013-03-31: 24.
2. ↑  . 交通新聞 (交通新聞社). 2012-12-04: 1.
3. ↑  八代市統計年鑑

## 外部連結
- JR九州 – 千丁車站（页面存档备份，存于）（日語）